# Final Fantasy VIII
Final Fantasy VIII (яп. ファイナル ファンタジー VIII, файнару фантадзі: ейто) — японська рольова відеогра, розроблена і видана компанією Square Soft (нині Square Enix), восьма частина ігрової серії Final Fantasy. Це друга гра серії, призначена для ігрової приставки PlayStation і перша, в якій систематично реалізовані реалістичні пропорції тіл персонажів. Крім того, розробники вперше відмовилися від використання очок магії (MP) для заклинань. Версія для PlayStation була випущена в 1999 році, а в 2000-му Final Fantasy VIII була портована на персональний комп'ютер на базі Microsoft Windows.
Через тридцять місяців після виходу гри в 1999 році продажі досягли $ 50 мільйонів USD.

## Ігровий процес
Основні елементи ігрового процесу Final Fantasy VIII успадковані від гри-попередниці Final Fantasy VII, де всі дії умовно поділялися на три відокремлених режими: подорож по карті світу, дослідження локацій і участь у боях. Карта світу відображається в тривимірній графіці, на неї схематично нанесені локації, рельєф, рослинність та інші топографічні особливості. Персонажі пересуваються по карті пішки, на машині, поїздом, верхи на чокобо або ж всередині повітряного корабля. Локації являють собою двомірні пререндерние зображення різних місць, таких, наприклад, як міста і печери, на них присутні деякі об'єкти і неігрові персонажі, з якими герої взаємодіють у процесі проходження гри. Коли керовані гравцем герої зустрічаються з ворогом, відбуваються битви, які так само як і карта світу повністю тривимірні. Під час боїв ігрові персонажі протистоять певним керованим комп'ютером ворогам, ходи здійснюються відповідно до системи «битви в реальному часі» (англ. Active Time Battle), вперше застосованої ще в Final Fantasy IV. Перемагає, за винятком декількох випадків, та сторона, якій раніше вдається забрати всі життєві очки опонентів (монстрів або інших персонажів). Інтерфейс в цілому залишився незмінним, управління здійснюється за допомогою ігрового меню з дизайном, запозиченим з попередніх частин серії. Істотною відмінністю від Final Fantasy VII стало повна відсутність системи екіпірованих зброї та обладунків — замість них з'явилася так звана «система прив'язок» (англ. Junction System).

### Система прив'язок
Для Final Fantasy VIII Хіроюкі Іто [джерело?] розробив нову бойову систему, в основу якої лягло використання величезних викликаних монстрів (англ. summoned monsters), званих «охоронцями» (англ. Guardian Forces або скорочено GF). Гравець «прив'язує» певних зберігачів до певних героїв, в результаті чого останні отримують різні вміння (в тому числі і можливість закликати цих істот під час бою), а також приріст до базових характеристик (сила, захист, швидкість і т. д.). Якщо в попередніх іграх Final Fantasy використання магії було обмежено магічними очками, то тепер заклинання обчислюються в штуках — персонажі знаходять їх під час дослідження ігрового світу, витягають з монстрів який зустрічають і перетворять з інших речей, накопичуючи подібно предметів інвентарю (кожен герой може мати по 100 заклинань одного виду). При цьому функції магії не обмежуються тільки лише чаклунством під час битв — за допомогою зберігачів заклинання можуть бути «прив'язані» до героїв з метою збільшення персональних показників і появи додаткових ефектів. Наприклад, якщо «прив'язати» магію вогню до атаки персонажа, то звичайний удар мечем крім фізичних пошкоджень буде завдавати ворогові ще і пошкодження вогнем. Хранителі в ході гри отримують досвід і вивчають різні вміння. Різноманітність та гнучкість системи прив'язок дає той факт, що гравцеві доводиться, по-перше, різними способами розподіляти зберігачів між персонажами в пошуках найкращої комбінації здібностей, по-друге, розподіляти між цими здібностями наявну магію, і, по-третє, вибирати, які з отриманих умінь будуть застосовуватися в бою (тобто вибудовувати бойову тактику). Крім того, інтересу геймплею додає сама необхідність шукати нових зберігачів в ході гри і розвивати їх.
Над зовнішньому виглядом зберігачів працював головний дизайнер персонажів гри Тецуо Номура [джерело?], він вирішив, що вони повинні бути унікальними чарівними створіннями, без одягу і яких-небудь інших людських атрибутів. При цьому йому не хотілося, щоб вони вийшли схожими на звичайних монстрів, тому створення концептуальних малюнків забрало в нього дуже багато часу та сил. Першим створеним зберігачем став Левіафан, будучи включеним у демонстраційну версію гри, він удостоївся виключно позитивних відгуків, і, як наслідок, інших Номура продовжив малювати в тому ж ключі. Хранителі замістили собою систему екіпіровки, з предметів обмундирування залишилося тільки зброя, яка перебуває у персонажів протягом всієї гри, і в процесі воно може бути лише вдосконалено, але не замінено на інше. Від різних модифікацій зброї залежать його сила, зовнішній вигляд та «ліміти».

### Ліміти
Так само як і в сьомий частини серії, у восьмий кожен персонаж має так званими «лімітами» («прорив межі» англ. Limit Break або «особливий прийом» яп. 特殊 技 токусю вадза) — це унікальне стан героя, при якому він здатний завдавати надзвичайно потужні атаки. На відміну від Final Fantasy VII подібний стан не залежить від кількості отриманого утрати і настає при досягненні персонажем критичного рівня здоров'я. Схожа система існувала ще в Final Fantasy VI, там стан ліміту теж виникало в залежності від залишилися життєвих очок того чи іншого героя. У разі необхідності гравець за допомогою магії Aura може викликати ліміт штучно, а противники, у свою чергу, спеціальними заклинаннями можуть позбавити персонажа можливості використовувати ліміт. Вперше в серії процес виконання лімітів був наділений інтерактивними елементами — під час перебігу деяких прийомів потрібно натискати певні кнопки геймпада, при цьому ефективність безпосередньо залежить від реакції та вправності гравця.

## Ігровий світ

### Сетинг
Всі події Final Fantasy VIII відбуваються в рамках вигаданого світу, на якійсь безіменній планеті з однієї величезної місяцем на орбіті. Сушу на планеті утворюють, головним чином, два континенти: Естар (англ. Esthar) — східну півкулю, Галбадія (англ. Galbadia) — західне, і велика частина гральних локацій розташовується саме на їх території. Недалеко від північного полюса знаходиться арктичний регіон траба (англ. Trabia), в центральній частині — невеликий континент Баламб (англ. Balamb), а ближче до півдня — безлюдний острівної архіпелаг Сентро (англ. Centra). Цікавою особливістю ігрового світу виступає незвичайне природне явище, так званий «місячний плач» (англ. Lunar Cry), в ході якого монстри, що живуть на місяці, збираються в цільну масу і безперервним потоком падають на поверхню планети. Місячний плач трапляється один раз на тисячу років, і під час минулого його пришестя була знищена ціла цивілізація.
Концепція ігрового світу розроблялася геймдизайнером Есінорі Кітасе, він запропонував художникам створити якомога реалістичнішу атмосферу, одночасно з цим не позбавлену фентезі йності. Головна установка свідчила, що світ повинен стати «сумішшю майбутнього, реального життя і фантазії». За основу дизайну бралися архітектура Стародавнього Єгипту і Стародавньої Греції, а також французьке місто Париж і деякі елементи племені Майя, як зразок ідеального європейського суспільства. Крім того, велика увага приділялася різним історичним фракціям і древнім культурним товариствам, деякі елементи яких розробниками були перенесені в гру. В інтерв'ю журналу Famitsu художній керівник проекту Юсуке Наор зазначив, що їхня команда займається створенням «яскравої, світлої Final Fantasy». Довелося повністю відмовитися від атмосфери попередньої гри, в якій «світ лише зрідка пробивався крізь темряву». Розробники прийшли до цієї ідеї на досить ранньому етапі виробництва, рішення далося легко, тому що до цього всі вони вже не раз працювали разом і розуміли один одного буквально з півслова.

### Сюжет
У світі симбіозу витончених технологій і могутньої магії зла чаклунка розкладає найпотужніші військові сили через маніпуляції людьми і обман, поневолюючи людство.
Щоб протистояти силам зла, створюються «Сади» (Gardens), військові академії, навчальні елітних бійців. Випускники академій, іменовані SeeD (Сіяний), служать людству, захищаючи його від чаклунки. Єдина мета цих академій — перемогти чарівницю і зберегти людство, незважаючи на ціну, яку доведеться заплатити.
Маленька недосвідчена група випускників Balamb Garden виявляють себе втягнутими в щось більше, ніж простий військовий конфлікт. Скволл, разом з групою друзів, повинен відкинути свої страхи і стати лідером команди, вирішальної долю світу. По ходу гри йому належить не тільки дізнатися справжню мету чарівниці і зупинити її, але і змінитися внутрішньо, пройшовши шлях від замкнутості і відчуженості до віри в друзів і набуття любові Ріно.